# Gustav Leonhardt
Gustav Leonhardt ('s-Graveland, 30 mei 1928 – Amsterdam, 16 januari 2012) was een Nederlands klavecinist, organist, dirigent en musicoloog.

## Levensloop
Leonhardt groeide in een muzikale omgeving op. Zijn vader George - fabrikant, Mahlerliefhebber en jarenlang secretaris van de Nederlandsche Bach Vereeniging - bekostigde voor zijn 15-jarige zoon een (naar historische voorbeelden gebouwd maar in wezen modern-geaard) klavecimbel. In dezelfde periode ontwikkelde hij grote belangstelling voor het historische orgel. De zus van Gustav, Trudelies Leonhardt werd pianiste. 
Na zijn gymnasiumtijd en eerste muziekstudies in Nederland trok Gustav Leonhardt in 1947 naar de Schola Cantorum Basiliensis in Bazel en studeerde er tot 1950 orgel, klavecimbel en muziekwetenschap bij Eduard Müller waar hij cum laude afstudeerde. Hij vertrok vervolgens naar Wenen en realiseerde er zijn eerste plaatopname, met Die Kunst der Fuge. In 1955 werd hij docent klavecimbel aan het Conservatorium van Amsterdam en richtte hij zijn eigen ensemble op, het Leonhardt Consort, met zijn Zwitserse  vrouw Marie Leonhardt-Amsler als concertmeester.
Leonhardt is een van de grondleggers van de "authentieke uitvoeringspraktijk" en verrichtte veel pionierswerk, waarbij personen als Hans Brandts Buys en Anthon van der Horst hem waren voorgegaan. Beroemd zijn zijn talloze opnamen van klavecimbel- en orgelwerken van Johann Sebastian Bach. Talloze andere componisten uit de internationale renaissance- en barokmuziek heeft hij aan de vergetelheid ontrukt of op de voorgrond geplaatst. Hij bevorderde als aanschaf-adviseur voor derden (waaronder leerlingen) de bouw van nieuwe klavecimbels die nauwkeurig op historische voorbeelden zijn gebaseerd.
Na jarenlang titularis te zijn geweest van het orgel van de Waalse Kerk, was hij vanaf 1981 de organist van de Nieuwe Kerk in Amsterdam. Hij gaf concerten in vrijwel alle landen van Europa en maakte tournees door de Verenigde Staten, Japan en Australië. Als dirigent leidde hij uitvoeringen van opera's van Monteverdi en Rameau. Tussen 1971 en 1990 nam hij, afwisselend met Nikolaus Harnoncourt, alle kerkcantates van Bach op, met zijn eigen Leonhardt-ensemble.
Hij bezorgde van de Opera Omnia van Jan Pieterszoon Sweelinck de uitgave van Band I (fantasieën en toccata's voor klavier).
In 1967 speelde hij als acteur de rol van Johann Sebastian Bach in Jean-Marie Straubs film Chronik der Anna Magdalena Bach.
In de jaren 1969-1970 bezette Leonhardt de prestigieuze Erasmusleerstoel aan de Harvard University.
Hij bewoonde vanaf 1974 een deel van het Huis Bartolotti, het achterhuis, aan de Herengracht in Amsterdam.
Vanaf 1965 was Leonhardt onafgebroken lid van de jury voor de driejaarlijkse internationale klavecimbelwedstrijd van het Festival Musica Antiqua in Brugge, ook nog in 2010.
In 1970-1971 stichtte hij, met aanmoediging van de platenfirma Deutsche Harmonia Mundi (DHM), het Orkest La Petite Bande, waarvan de violist Sigiswald Kuijken de dirigent werd.
Jaarlijks gaf hij ongeveer honderd concerten, meestal solo of met een klein ensemble, lange tijd in trio met de cellist Anner Bijlsma en de fluitist Frans Brüggen. Daarnaast maakte hij talloze grammofoon- en cd-opnamen.
-- 
Hij heeft een studie gepubliceerd over Bachs Die Kunst der Fuge (1952).
Op 13 december 2011 kondigde Gustav Leonhardt aan dat hij zou stoppen met zijn optredens. De avond voordien had hij in de zaal Bouffes du Nord in Parijs zijn laatste recital gegeven. Het belette hem niet zich beschikbaar te stellen als jurylid voor de internationale klavecimbelwedstrijd in augustus 2012 in Brugge. Die taak heeft hij niet meer kunnen vervullen, aangezien hij op 16 januari van dat jaar onverwachts overleed in zijn woonplaats Amsterdam.

## Eerbetuigingen

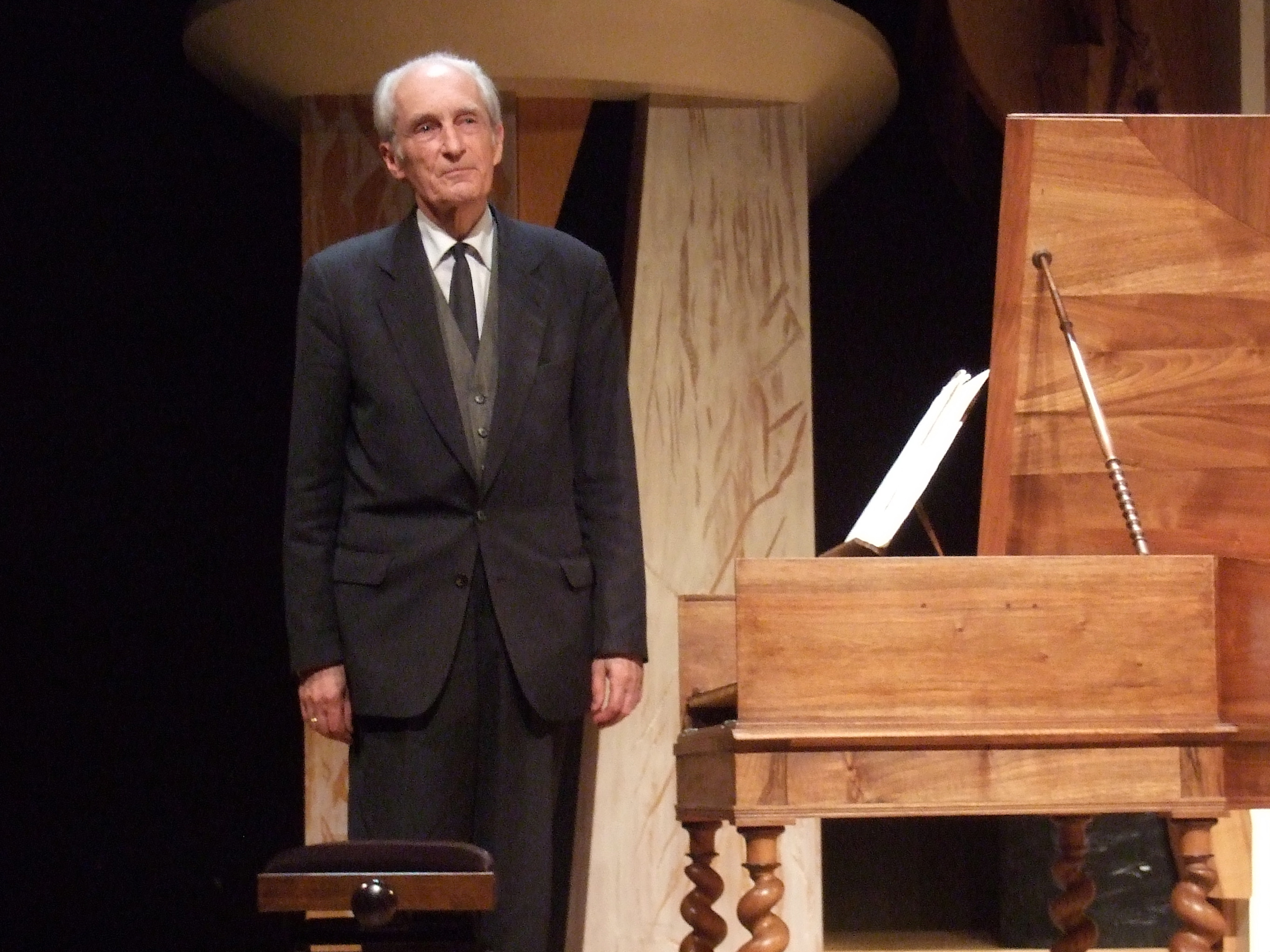
Gustav Leonhardt concerteert in Parijs (2008)

- In 1967 ontving Leonhardt de Zilveren Anjer.
- In 1980 ontving hij, samen met Nikolaus Harnoncourt, de Erasmusprijs.[5]
- Leonhardt ontving eredoctoraten van de universiteiten van onder meer Dallas, Washington D.C., Amsterdam (UvA), Harvard, Metz, Leiden en Padua.
- In 2009 ontving hij uit handen van koningin Beatrix de exclusieve Eremedaille voor Kunst en Wetenschap van de Huisorde van Oranje.
- In België werd hij in 2007 bevorderd tot Commandeur in de Kroonorde. De ordeketen werd hem in Brugge aangeboden door Minister van Staat Mark Eyskens, voorzitter van het Festival van Vlaanderen.
- Hetzelfde jaar werd hij Commandeur des Arts et des Lettres (Frankrijk).
- De planetoïden Leonhardt (9903) en Gustavleonhardt (12637) zijn naar hem genoemd.

## Discografie
Leonhardt heeft meer dan 200 platenopnamen gemaakt, met daarnaast talloze radio-opnamen. Hieronder een bloemlezing.

### Klavecimbel solo
- d'Anglebert: Suite in G-majeur (1963)
- J.S. Bach: Kunst der Fuge (mei 1953 en 1969)
- J.S. Bach: Goldberg Variaties (juni 1953, 1965 en 1978)
- J.S. Bach: Werk voor klavecimbel (1968)
- J.S. Bach: Italiaans Concert - Ouverture à la française (1965 en 1974)
- J.S. Bach: Das Wohltemperiertes Klavierbuch, I en II, (1969 en 1972) DHM
- J.S. Bach: Het boekje van Anna-Magdalena Bach (1973)
- J.S. Bach: Inventions et Sinfonias (1974)
- J.S. Bach: Suites françaises (1975)
- J.S. Bach: Fantaisie Chromatique et fugue, Toccatas, suites, Concerto Italien, Ouverture à la française (1975)
- J.S. Bach: Suites Anglaises (1975)
- J.S. Bach: Partitas (1977 en 1985)
- J.S. Bach: Transcriptions (1982)
- J.S. Bach: Suites, Toccata, Capriccio, Fantasia... (1984)
- C.P.E. Bach: Sonates, rondos, fantaisies voor klavecimbel, clavichord en pianoforte (1971)
- C.B. Balbastre en A.L. Couperin: Pièces de clavecin (1980)
- G. Böhm: Ouvertures en suites (1992)
- W. Byrd: Werk voor klavecimbel (2003)
- J. Duphly en Forqueray: Werk voor klavecimbel (1975 en 1977)
- Les Couperin (Louis, François & Armand-Louis): Werk voor klavecimbel (1987)
- F. Couperin: 3 ordres (1973)
- F. Couperin: 3 ordres (1995)
- L., F., A-L. Couperin: Suites et pièces pour le clavecin (1988)
- L. Couperin: Suites et Pavane (1979)
- Forqueray: Suites de clavecin (1973 en 2005)
- Frescobaldi: Werk voor klavecimbel (?)
- Frescobaldi: Premier livre de caprices 1624, klavecimbel en orgel (1978)
- Frescobaldi: Werk voor klavecimbel (1990)
- Frescobaldi & Louis Couperin: Werk voor klavecimbel (2002)
- Froberger: Suites en Toccatas (1962)
- Froberger: Werk voor klavecimbel en orgel (1970)
- Froberger: Werk voor klavecimbel (1990)
- Froberger & Weckman: Toccata & Suites (1996)
- J. Kühnau: Sonates bibliques voor klavecimbel en orgel (1976)
- Mozart: Sonates voor pianoforte (1971)
- Purcell & Blow: Voluntaries, Suites & Grounds (1994)
- D. Scarlatti: 10 Sonates (1970)
- D. Scarlatti: 12 Sonates (1978)

### Klavecimbel solo: Recitals
- Recital klavecimbel en claviorganum: Bach, Byrd, Gibbons, Ritter, Stroger, Pachelbel... (2003)
- Recital klavecimbel: Kuhnau, Bach, Rameau, Royer, Scarlatti, Boismortier... (1987)
- Recital klavecimbel: Frescobaldi, Picchi, Macque, Merula (1995)
- Recital Italiaanse Muziek: Frescobaldi, Turini, Caccini, Marini, Scarlatti (1964)
- Recital klavecimbel en orgel: Couperin, Poglietti, de Grigny, Rameau (1967)
- Recital Engelse Virginaalmuziek: Byrd, Bull, Farnaby, Tomkins, Philips... (1968)
- Recital Virginalisten Fantasia, Pavans & Galliards: Pièces de Byrd, Morley, Bull, Fanaby, Gibbons... (1992)
- Recital Clavichord: Bach, Ritter, CPE Bach, WF Bach (1988)
- Recital varié: Bach, Couperin, Purcell, Rameau & Scarlatti (1988)
- Recital Franse muziek: Rameau, Royer, Duphly, Le Roux (1990)

### Orgel
- Recital orgel van Klosterneuburg (1950) - eerste platenopname van Gustav Leonhardt - (Kerll, Merula, Froberger, Frescobaldi, Scherrer, Praetorius, Erbach)
- Recital Frescobaldi, orgel Hofkirche Innsbruck en klavecimbelt clavecin (1951)
- Récital J. S. Bach - orgel Waalse Kerk Amsterdam (1974)
- Recital J. S. Bach Klavierübung 3 (orgel Alkmaar) (1990)
- J. P. Sweelinck: Werk voor orgel (1972)
- Orgelmuziek Noord-Duitsland (1992)
- Orgelmuziek Frankrijk en Zuidelijke Nederlanden (1993)
- Historisch orgel Oostenrijk: Kerll, Froberger, Fischer, Muffat, Pachelbel... - orgues de Schlagl et Klosterneuburg - (1995) (Sony)
- Orgel Riepp (1766) Ottobeurren, F. Couperin, Kerkhoven, CPE Bach (1968)
- Schnitger Orgel, Sint-Jacobskerk Hamburg, Praetorius, Buxtehude, Weckmann, JS Bach (1995)
- Orgel Dom Bédos, Heilig Kruis Bordeaux (1748) ; F. Couperin, Marchand, Blow, Kerkhoven, Fischer (2001)
- Recital Les orgues de la Renaissance et de la période Baroque: Alpes (1971)
- Recital Les orgues de la Renaissance et du Baroque: Italie du nord(1970-74)
- Recital Les orgues de la Renaissance et du Baroque: Hollande (1984)
- Recital Les orgues de la Renaissance et du Baroque: Allemagne du nord (1973-76)

### Kamermuziek
- J. S. Bach: Das Musikalisches Opfer (1973)
- J. S. Bach: Sonates voor viola da gamba en klavecimbel BWV 1027-1029 (met Wieland Kuijken) (1973)
- J. S. Bach: Sonates voor viool en klavecimbel BWV 1014-1019 (met Sigiswald Kuijken) (1973)
- J. S. Bach: Sonates voor fluit en klavecimbel (met Frans Bruggen) (1976)
- J. S. Bach: Sonates voor fluit en klavecimbel (met Barthold Kuijken) (1986)
- Corelli: La Folia en sonates opus 5 (met F. Bruggen en A. Bylsma) (1976)
- Hotteterre: Integrale sonates voor fluit, hobo en basso continuo (met F.Bruggen/Kuijken/Haynes) (1976)
- Lawes: The Royal Consort (Leonhardt/Jacobs/Kuijkens) (1971)
- Mozart: Sonates voor pianoforte en viool (met S Kuijken) (1972)
- Telemann: 6 Quatuors Parisiens (Hamburg 1730) (met Bruggen/Bylsma/Schroder) (1970)
- Telemann: 12 Quatuors Parisiens (Hamburg 1730 en Parijs 1738) (met B., W. en S. Kuijken)(1998)
- Telemann: 12 methodische sonates (met Bruggen/Bylsma/de Vries) (1977)
- Telemann: Nouveaux quatuors en six suites (met Bruggen/Schroder/Bylsma) (1968)
- Telemann: Sonates in trio (met Bruggen/Dombrecht/Bylsma/de Kuijkens) (1979)
- A. Vivaldi: Concerti à 3, 4, 5 ... (met F. Bruggen/de Kuijkens) (1971)
- Musique à Versailles: d'Anglebert, Marais, St. Colombe, Forqueray (met S. en W. Kuijken) (1973)

### Klavecimbel en orkest
- J.S. Bach: integrale opname van de concerten voor een, twee, drie en vier klavecimbels (1970-1973)
- C.P.E. Bach: concerten voor klavecimbel (1975)

### Als dirigent
- Airs de l'époque baroque, met Max van Egmond (bariton) en Leonhardt Consort. Leonhardt dirigeert, speelt klavecimbel, orgel en viola da gamba. Werk van Krieger, Albert, Biber, Hasse, Schutz, Purcell, Huygens, Lully, A.Scarlatti, Steffani en Caccini. (1968)
- J.S. Bach, integrale opname van de 200 religieuze cantates, met Nikolaus Harnoncourt (1971 tot '89) (60 cd's). Leonhardt dirigeert de cantates BWV 7-10, 12-14, 16, 22, 23, 32, 33, 39, 40, 45, 46, 48-56, 66, 67, 73-75, 77, 79, 88-90, 98, 100, 103, 106, 107, 113, 114, 117, 127-129, 132-134, 143, 144, 149-151, 157-159, 164-166, 170, 172, 175, 176, 180, 181, 184, 187, 195, 197 en 198.
- J.S. Bach, Mattheuspassie (1988)
- J.S. Bach, Oratoria voor Pasen en Hemelvaart (1994)
- J.S. Bach, Drie religieuze cantates, BWV 27, 34 en 41 (1993)
- J.S. Bach, Profane cantates, met Orkest en Koor The age of Enlightenment en Café Zimmermann (2007)
- J.S. Bach, Mis in b-mineur, met La Petite Bande (1985)
- J.S. Bach, Brandenburgse concerten, (1977,79)
- J.S. Bach en zijn zonen, Dubbelconcerti. Leonhardt-Consort/Concentus Musicus Wien, (1967/68/70)
- C.P. E. Bach, Concert in d-mineur (1975)
- C.P.E. Bach, Symfonieën voor strijkers, (1988)
- C.P.E. Bach, Drie concerten voor cello. Met Anner Bijlsma en Orchestra of the age of Enlightenment (1988)
- HIF von Biber, De twee requiems (1988/90)
- J. Blow, Ode sur la mort de H. Purcell et antiennes (1978)
- André Campra, Les fêtes Venitiennes (opera) (1969)
- André Campra, l'Europe Galante (opera) (1970)
- F. Couperin, Les Nations (1969)
- A.M. Grétry, Le jugement de Midas (opera) (1980)
- Lully, Le bourgeois Gentilhomme (gedeeltelijk) (libretto van Molière) (1971)
- Monteverdi, Madrigales. Met René Jacobs (1977)
- Monteverdi, Vêpres de Saint Jean Baptiste (1984)
- Monteverdi, Le Combat de Tancrède et de Clorinde
- Purcell en Locke, Antiennes et Hymnes, Volontaries (1995)
- Purcell, Antiennes et pièces diverses (1973)
- Purcell, Odes for Queen Mary (1992)
- Rameau, Zais, opera met een proloog en vijf bedrijven (1977)
- Rameau, Pygmalion - acte de ballet (1980)
- Rameau, pièces de clavecin en concerts - met Bruggen/de Kuijkens- (1973)
- Rameau, suite d'orchestre des Paladins (1991)
- Schütz, Johannespassie
- Schütz, Sint-Lucaspassie. De Laatste Zeven Woorden van Jezus. Met Leonhardt-Consort.
- A. Steffani, Stabat Mater (1990)
- Telemann, Tafelmusik (integraal) (1965)
- Telemann, Quatuors parisiens. Integraal met de gebroeders Kuijken
- F. Valls, Missa Scala Aretina (1991)
- Porpora, Caldara, Händel, Italiaanse Cantates. Met René Jacobs (1977)

## Kunstverzameling
De uitgebreide kunstverzameling die Leonhardt in het Bartolottihuis had bijeengebracht werd op 29 april 2014 door Sotheby's geveild.
Leonhardt was liefhebber van sportwagens en bezat er verschillende.
Hij had ook een mooie collectie klavecimbels.